# 左舜生
左 舜生（さ しゅんせい ）は、中華民国（台湾）の政治家。中国青年党結成メンバーの1人で、後に中央執行委員長、主席なども務めた。名は学訓だが、字の舜生で知られる。別号は仲平。

## 事跡

### 少年中国学会
塾教師の家庭に生まれる。初めは旧学を学んでいたが、中華民国成立頃に長沙で外国語専門学校が新たに成立すると、左舜生はこれに通い、英語と日本語を学んだ。1914年（民国3年）秋、兄の資金援助を受けて上海に移って震旦学院に入学、フランス語を学ぶ。このとき、曽琦、李璜と知り合った。学業の途中で兄が死去したため、経済的に困窮した左は中途退学し、1917年（民国6年）秋に南京で家庭教師などの職で生計を立てている。
1918年（民国7年）6月、北京で曽琦・王光析・李大釗らが少年中国学会の組織を準備し始める。翌月、王が南京に組織準備のためにやって来て、このときに左舜生も少年中国学会に加入した。同年7月、会は正式に発足し、左は学会評議部評議員に選出される。翌年、曽がフランスへ留学したため、左がその後任として評議部主任となった。
少年中国学会は五四運動などで多大な影響力を発揮した。しかし五四運動勃発から数か月して、曽琦・左舜生・李璜・陳啓天らの国家主義派と、李大釗・鄧中夏・黄日葵・高君宇らのマルクス主義派との対立が顕在化する。曽・李らがフランス留学中であったため、中国国内での国家主義派のリーダーは左と陳が務めた。

### 中国青年党結成
1923年（民国12年）12月にパリで中国青年党を結成した曽琦・李璜は、1924年（民国13年）9月に帰国し、上海で党機関紙『醒獅』を創刊した。左舜生は同紙の総経理となっている。翌年、左舜生は正式に中国青年党
に加入し、1926年（民国15年）7月の第1回全国代表大会で中央執行委員会常務委員に選出された。その後、フランス遊学を経て、中華書局にも所属している。
1931年（民国20年）の満州事変勃発後、左舜生と陳啓天は上海に移り、雑誌『民声周刊』を創刊し、中国国民党との連携、抗日、反共の主張を展開した。同年末には、李璜、陳に加え、熊希齢・馬相伯・黄炎培といった名士たちと協力して中華民国国難救済会を結成する。翌年、左は中華書局を離れ、復旦大学や大夏大学で教官となった。左は蔣介石が青年党を省みない姿勢に反発し、1933年（民国22年）11月に福建事変が勃発すると、これに参加するなどしている。

### 日中戦争期の活動
1935年（民国24年）、左舜生は国民党の中央政治学校で教官となり、ここからようやく左や青年党と蔣介石との連携が確立され始める。同年7月の青年党第8回全国代表大会において、左は中央執行委員会委員長に選出された。1937年（民国26年）の日中戦争（抗日戦争）勃発後、左は廬山会議に出席し、蔣に憲法制定と民意代表機関の設立を提言している。翌年4月、左は青年党中央執行委員長名義で「抗戦建国綱領」を蔣らに提出し、その全面的支持を示した。また、日中戦争期間中を通して反共の姿勢は堅持し、特に抗日根拠地設立には激しく反発している。
その一方で左舜生率いる青年党は、1939年（民国28年）に重慶で非国民党諸派による建国同志会（統一建国同志会）が結成されると、これに参加を表明した。同年に中国国民党が5期5中全会で「異党制限活動弁法（原文「限制異党活動弁法」）」を提示すると、青年党もこれに反対を示している。建国同志会が改組され、1941年（民国30年）に中国民主政団同盟、さらに1944年（民国33年）に中国民主同盟（民盟）となっても、引き続き青年党は参加し、左はこれらの秘書長に任命された。また1945年（民国34年）7月には、左と章伯鈞・黄炎培らは延安を訪問している。

### 国共内戦以降
戦後の1945年11月に重慶で開かれた青年党第10回全国代表大会では曽琦が主席に選出され、左舜生は中央常務委員兼宣伝部長となった。左は上海に移って青年党機関紙『中華時報』や『青年生活』を創刊している。翌1946年（民国35年）11月に制憲国民大会が開催されると、青年党はこれに参加し、左も代表となったが、この際に反蔣介石路線を堅持した民盟から青年党は離脱した。1947年（民国36年）4月、農林部部長として起用され、1949年（民国38年）3月まで、この地位にあった。
その後、左舜生はいったん台湾に逃れたが、最終的に香港に移り、雑誌『自由陣線』を創刊して引き続き青年党の主張を展開したほか、新亜学院や清華書院で中国近代史の講座を開いた。1966年（民国55年）8月、台湾に再び赴いて総統府国策顧問に任ぜられる。そして台湾移転後は指導者不在のまま内部分裂状態にあった青年党の再建に乗り出し、1969年（民国58年）春には李璜を台湾に呼び寄せた。同年の青年党第12期代表大会では、左は余家菊、陳啓天、李、胡国偉と共に主席に選出され（5人の主席による集団指導体制）、中央党部も成立し、青年党は一応の安定を見ることになった。
同年10月16日、台湾にて病没。享年77（満76歳）。